# Szászencs
Szászencs (románul: Enciu) falu Romániában, Erdélyben, Beszterce-Naszód megyében.

## Fekvése
Szamosújvártól keletre fekvő település.

## Nevének eredete
Neve német eredetű, az Ents(ch), Entz, Hentz(er), Hints(ch)(er), Ints(ch)(er), Jents(ch)(er), Jentz(er), formái személy-és családnevek. Nevét egykori alapítója után kaphatta.

## Története
Szászencs, Encs nevét 1334n említette először oklevél Ench néven, János fia Márton (magister Johannes dictus Henul de Bistricia) birtokaként, aki bizonyosan valami besztercei szász lehetett, mert a későbbiekben, mikor eladományozták, azzal együtt besztercei házakat is eladományoztak.
1386-ban Károly Róbert király a birtokot fele részben Bethleni János fia Gergelynek, másik felét pedig az ugyancsak e családból származó Almakereki, másként Apaffy János fiainak Péternek és Lászlónak adományozta oda.
1467-ben Almakeréki Apafi Mihály Ench felét, a malommal, zálogba adta Geréb Jánosné Zsófiának.
1576-ban birtokosai Bethlen Gergely, Torma Dániel, Bornemisza Farkas özvegye Forgách Magdolna voltak.
Nevének további változatai: 1586-ban Enchy (Kádár III. 387),1587-ben Enczy, 1733-ban Jets, 1750-ben és 1808-ban Encs, 1888-ban Szász-Encs (Tenis), 1913-ban Szászencs.
Szászencs – mint előneve is mutatja – ősi lakosai a szászok voltak, akik valószínűleg 1601 és 1603 között pusztulhattak el, a környéket dúló ellenséges hadak kegyetlenségei következtében. 1615-ben már pusztának írták. A szászság örökébe románok léptek. Kádár József monográfiája szerint a gótikus stílusú evangélikus templomot az 1700-as években lebontották és az 1800-as évek végén már senki sem tudta, hol volt a helye – ma sem tudjuk. Tatár Árpád régész 2011. X. 28-án a görögkeleti (ortodox) temetőben ráakadt a templom egy faragott és egy nem faragott kövére, amiket másodlagosan sírkőként használtak fel.
A trianoni békeszerződés előtt Szolnok-Doboka vármegye Kékesi járásához tartozott.
1910-ben 528 lakosa volt, melyből 491 román, 14 magyar volt. Ebből 512 görögkatolikus, 13 izraelita volt.

## Források

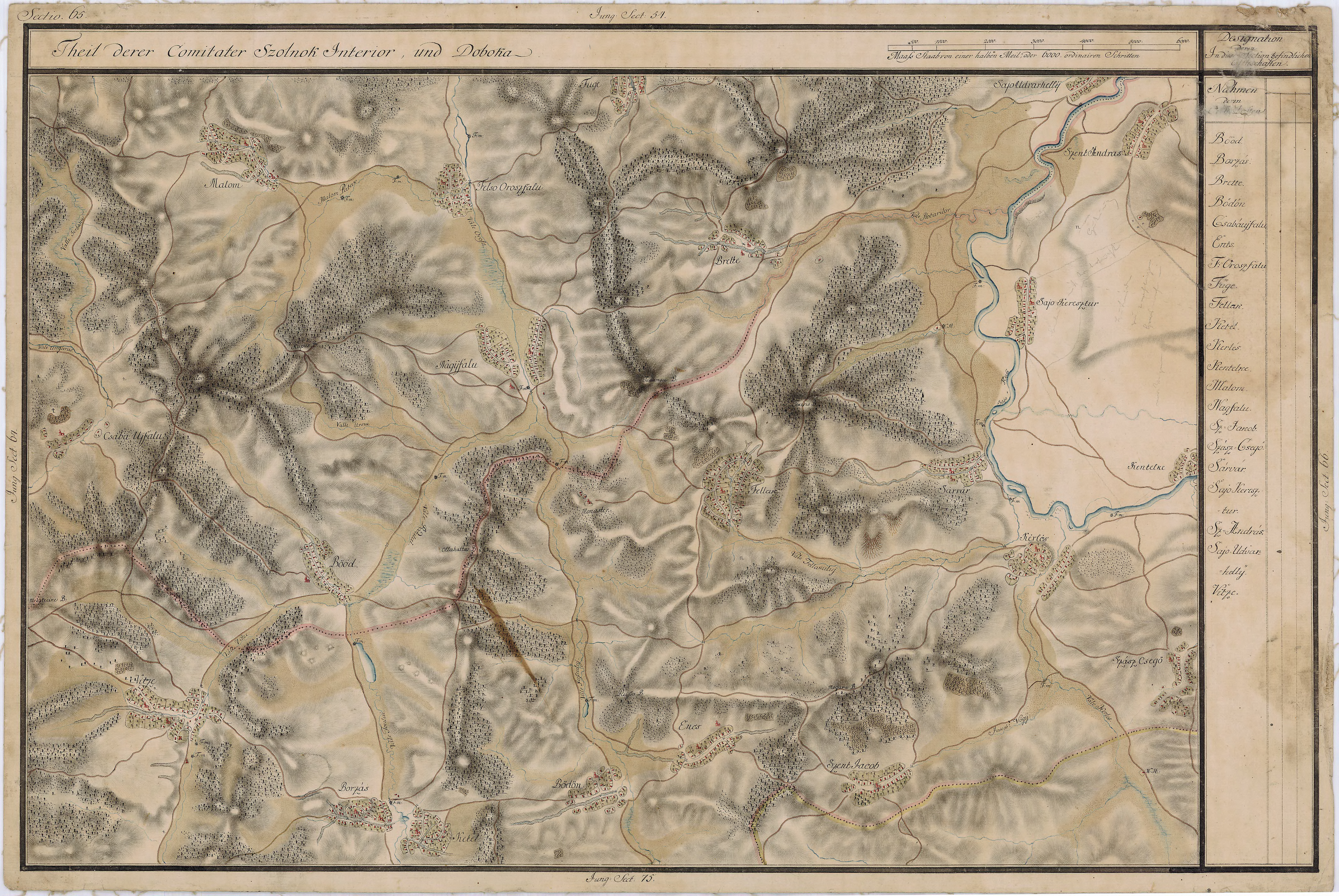
Szászencs és környéke egy régi térképen

## Galéria

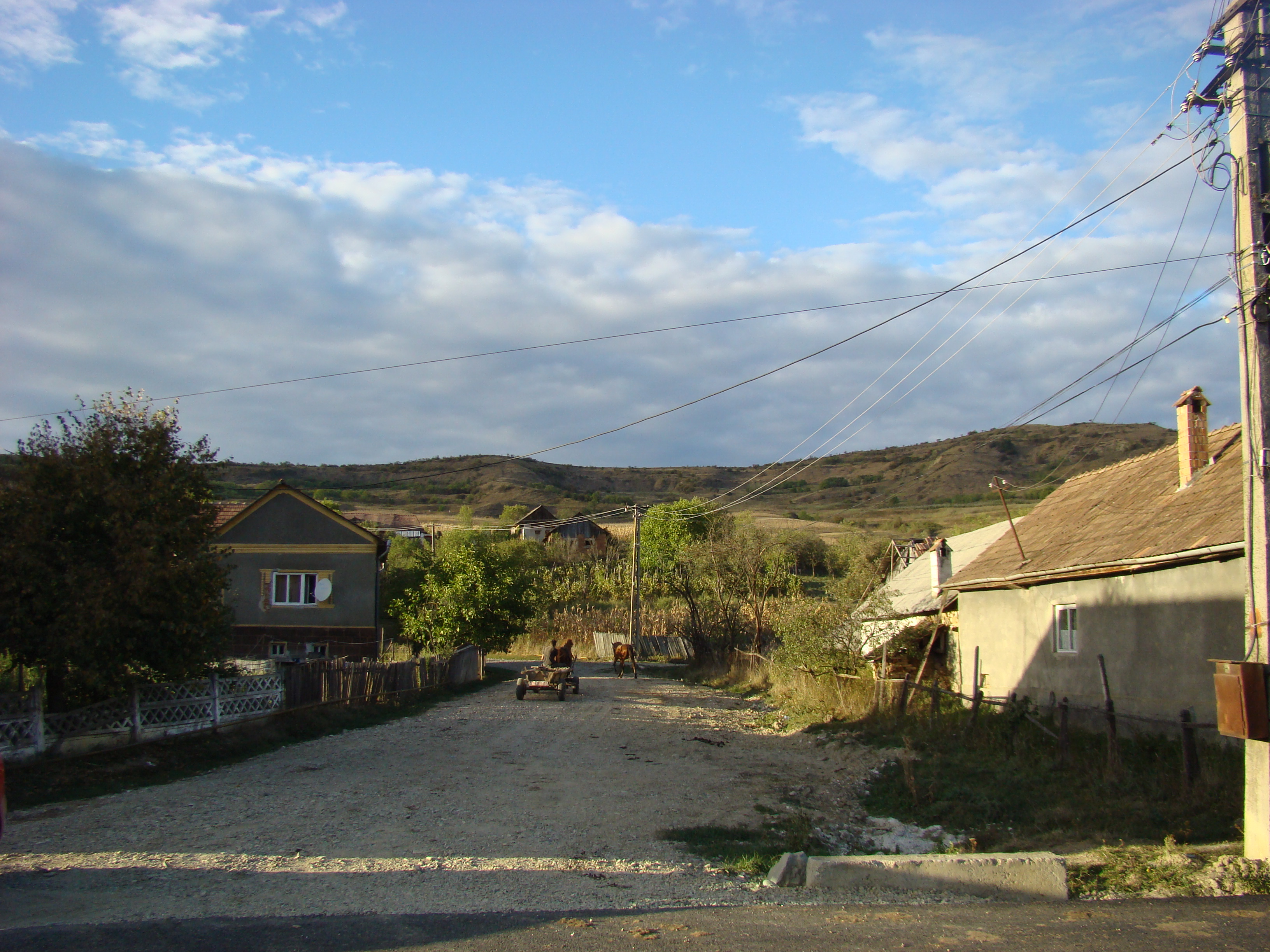
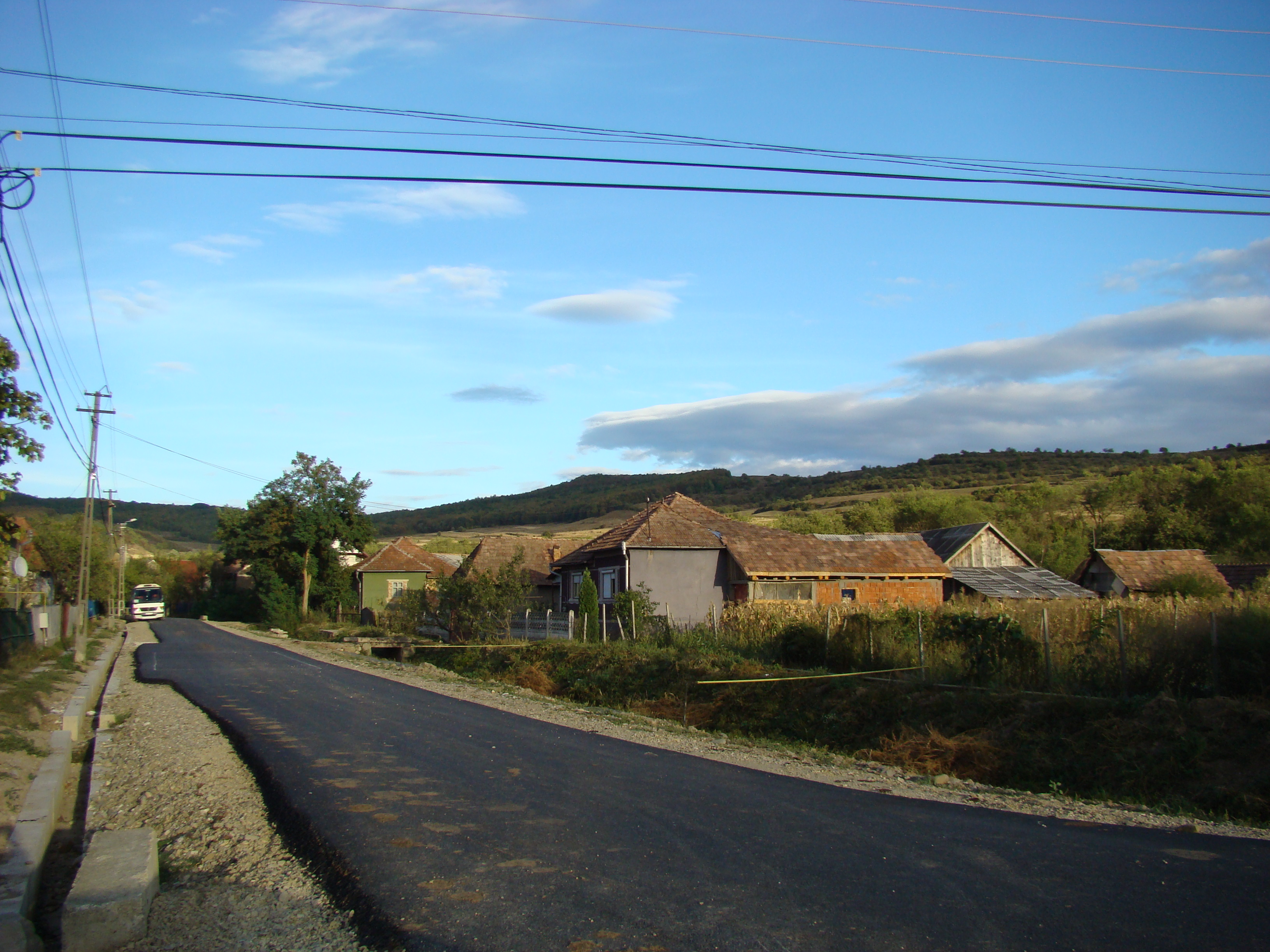